# Pierre Saliat
Pierre Saliat (* im 15. oder 16. Jahrhundert; † im 16. Jahrhundert) war ein französischer Übersetzer und Schriftsteller.

## Leben und Werk
Pierre Saliat übersetzte in den 1530er Jahren Texte von Sallust, Cicero, Aristoteles und Philon von Alexandrien sowie De pueris instituendis von Erasmus (1990 neu herausgegeben). 1536 schrieb er eine Hochzeitselegie auf Madeleine von Frankreich. Später war er Sekretär des Kardinals Odet von Châtillon. Seine übersetzerische Großtat war die 1556 erschienene erstmalige französische Übersetzung der Historien des Herodot, an der er 5 Jahre arbeitete und wofür er die lateinische Übersetzung des Lorenzo Valla zur Hilfe nahm. Sie ist König Heinrich II. gewidmet.

## Schriften (Auswahl)
- (Übersetzer) Herodot: Les neuf livres des histoires ... intitulez du nom des muses. Plus un recueil de George Gemiste dict Plethon, des choses avenues depuis la journée de Mantinée. Le tout traduit de grec en françois par Pierre Saliat. Roigmy, Paris 1556.
  - Eugène Talbot (Hrsg.): Histoires d’Hérodote. Traduction de Pierre Saliat revue sur l’édition de 1575 avec corrections, notes, table analytique et glossaire. Plon, Paris 1864.
- (Übersetzer) Erasmus von Rotterdam: De pueris. „De l’éducation des enfants“. Hrsg. Bernard Jolibert. Klincksieck, Paris 1990. (Saliats Übersetzung ist von 1537)